# 류창길
류창길(1940년 11월 5일 ~ )은 조선민주주의인민공화국의 전직 축구 선수이다. 현역 시절 포지션은 수비수였다.